# The Rolling Stones Rock and Roll Circus (album)
The Rolling Stones Rock and Roll Circus is een livealbum van The Rolling Stones. Allen Kleins ABKCO Records bracht het uit. Op het album staat het concert van de Stones tijdens de tv-special Rock and Roll Circus, uit 1968. Ook staan er nummers op die gespeeld werden door de gasten tijdens de show.

## Nummers
1. Mick Jaggers introductie van het Rock and Roll Circus – 0:25
2. Entry Of The Gladiators (Julius Fučík) – 0:55
3. Mick Jaggers introductie van Jethro Tull – 0:11
4. Song For Jeffrey (Ian Anderson) – 3:26
  - Uitgevoerd door Jethro Tull
5. Keith Richards introductie van The Who – 0:07
6. A Quick One While He's Away (Pete Townshend) – 7:33
  - Uitgevoerd door The Who
7. Over The Waves (Juventino Rosas) – 0:45
8. Ain't That A Lot Of Love (Homer Banks/Willia Dean Parker) – 3:48
  - Uitgevoerd door Taj Mahal
9. Charlie Watts' introductie van Marianne Faithfull – 0:06
10. Something Better (Gerry Goffin/Barry Mann) – 2:32
  - Uitgevoerd door Marianne Faithfull
11. Mick Jaggers en John Lennons introductie van The Dirty Mac – 1:05
12. Yer Blues (The Beatles) – 4:27
  - Uitgevoerd door The Dirty Mac
13. Whole Lotta Yoko (Yoko Ono) – 4:49
  - Uitgevoerd door Yoko Ono en Ivry Gitlis met The Dirty Mac
14. John Lennons introductie van The Rolling Stones/Jumpin' Jack Flash – 3:35
15. Parachute Woman – 2:59
16. No Expectations – 4:13
17. You Can't Always Get What You Want – 4:24
18. Sympathy for the Devil – 8:49
19. Salt Of The Earth – 4:57

## Hitlijsten
Album
| Jaar | Hitlijst      | Notering |
| ---- | ------------- | -------- |
| 1996 | Billboard 200 | 92       |